# تینکر تیکر
تینکر تیکر (انگلیسی: Tinker Ticker؛‏ کره‌ای: 들개) فیلم درام جنایی محصول سال ۲۰۱۳کره جنوبی به نویسندگی و کارگردانی کیم جونگ هون و اولین فیلم بلند او برای پروژه فارغ‌التحصیلی آکادمی هنرهای فیلم کره‌ای (KAFA) است. در این فیلم بیون یو هان و پارک جونگ مین ایفای نقش کردند و داستان یک بمب ساز را روایت می‌کند.
این فیلم نخستین بار در بیست و ششمین جشنواره بین‌المللی فیلم توکیو در سال ۲۰۱۳ به نمایش درآمد و در بخش افتتاحیه جایزه بهترین فیلم بلند آسیایی به رقابت پرداخت.

## بازیگران
- بیون یو هان در نقش پارک جونگ گو
- پارک جونگ مین در نقش لی هیو مین
- کیم هی چانگ در نقش پروفسور بک
- اوه چانگ کیونگ در نقش کارآگاه اوه
- پارک سونگ ایل در نقش هان گیو نام
- یون ده کیونگ در نقش پیل گیون
- لی شی وون در نقش شی وون
- اوم ته هوا